# Way Out West (festival)
Pour les articles homonymes, voir Way Out West.

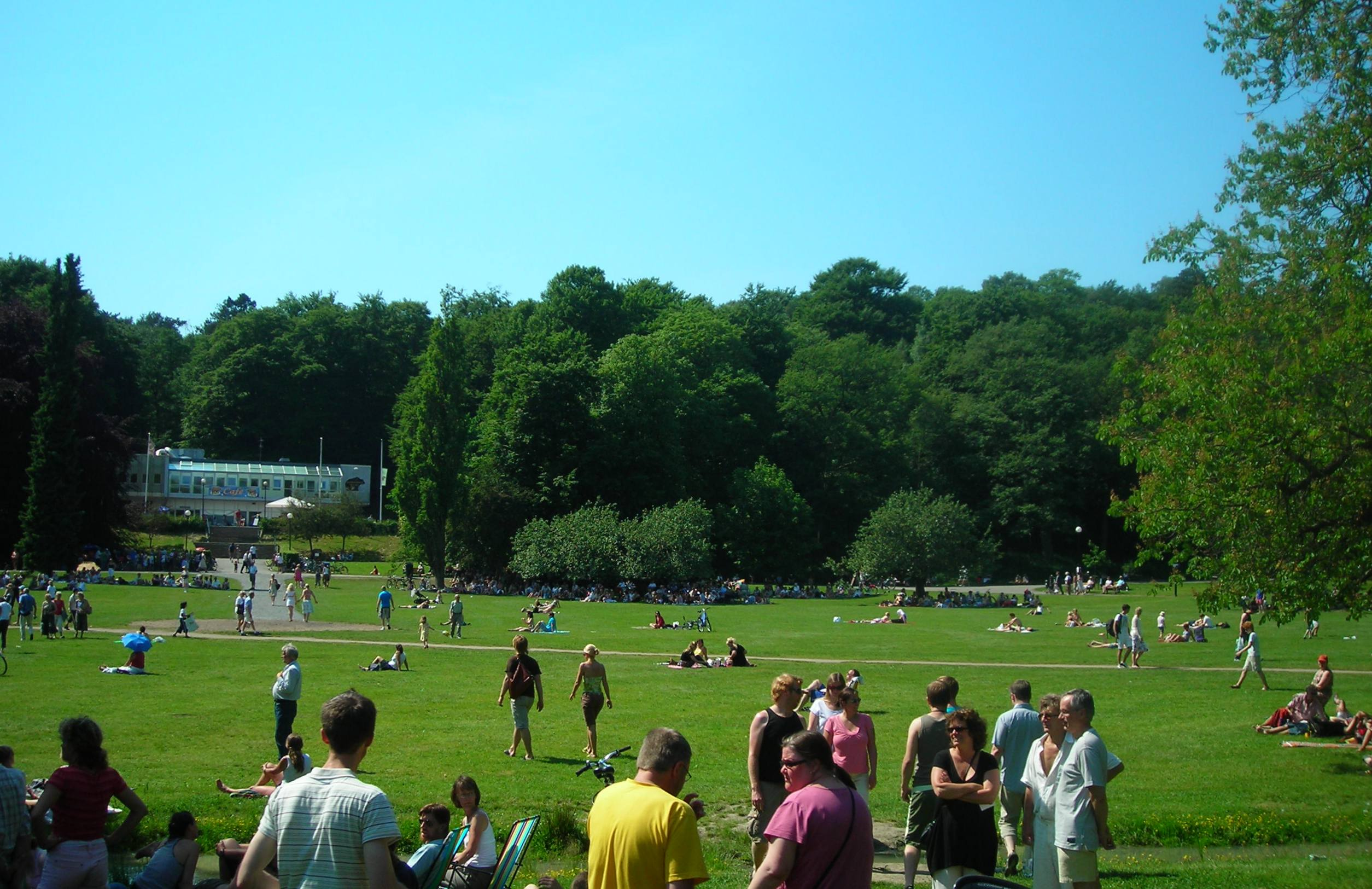
Slottsskogen, Göteborg, où se tient le festival

Way Out West est un festival de musique de trois jours tenu à Göteborg, en Suède, au mois d'août. Des artistes de rock, de musique électronique et de hip-hop s'y produisent. Le festival principal est complété par l'évènement "Stay Out West" se déroulant dans les clubs de la ville en fin de soirée.

## Histoire
Le premier festival a eu lieu en août 2007 à Slottsskogen , le vendredi et le samedi et dans les clubs le jeudi, le vendredi et le samedi soir. En 2012, le festival est devenu un véritable festival de trois jours avec de la musique live dans Slottsskogen, même le jeudi. En plus de la musique, le festival s'est développée pour également intégrer d'autres activités culturelles telles que des expositions d'art dans Slottsskogen et des projections de films dans les salles de cinéma autour de la ville.
Le festival met un fort accent sur le fait d'être respectueux de l'environnement et a été le premier festival en Suède pour devenir KRAV-certifié. Citant des raisons environnementales, l'organisation a annoncé dans la soirée avant le premier jour du festival 2012 que tous les aliments servis aux artistes, au personnel et aux visiteurs pendant le festival serait végétarien. Cette décision a conduit à beaucoup de réactions, à la fois positives et négatives. Le débat a culminé quand le tabloïde local GT a offert des saucisses et des boulettes de viande à l'extérieur de l'entrée du festival, ce qui a entraîné une dispute sur Twitter entre le responsable de la communication du festival Joël Borg et l'éditeur de GT qui a été relevée par les médias suédois.
Le festival a remporté des prix nationaux et internationaux, y compris: le Gyllene Hjulet's 2012 Rights Holder pour la marque Way Out West, le Resumé's Monthly Outdoor Marketing Campaign, ainsi que le prix du festival le plus innovant au MTV O Music Awards.

## Emplacement
Le principal festival a lieu dans le parc de 137 hectares Slottsskogen, dans le centre de Göteborg. Quand le festival s'arrête pour la nuit, il y a plus de performances à divers endroits dans et autour du centre-ville de Göteborg.

## 2007
Le premier Way Out West a été organisé les 9, 10 et 11 août 2007.

## 2008
La deuxième festival Way Out West a eu lieu les 7, 8 et 9 août 2008.

### Line-up
| Jeudi | Vendredi | Samedi |
| Clubs - Four Tet - The Mae Shi - Silje Nes - Health - Ingrid Olava - The High Hats - Louis XIV - Pacific! - Buzzcocks - The Gutter Twins - Kleerup - No Age - Wildbirds & Peacedrums - Petter | Slottskogen - Lightspeed Champion - Buraka Som Sistema - Christian Kjellvander - Iron & Wine - Kenge Kenge - Mando Diao - Looptroop Rockers - The Sonics - Franz Ferdinand - Okkervil River - Sonic Youth - Grinderman - The National - Yeasayer - Sigur Rós - Broder Daniel Clubs - Ikons - Kool DJ Dust - DJ Timubktu - Chords - Henry Fiat's Open Sore - Dengue Fever - Faca - Fanfarlo - I Are Droid - The Night Marchers - Scott Matthew - A.Human - Dapuntobeat - Dark Meat - The Dodos - Nina Ramsby & Ludvig Berghe | Slottskogen - Joan As Police Woman - José González - Kelis - The Bug - Caesars - Sahara Hotnights - Frida Hyvönen - Silverbullit - N.E.R.D - Fleet Foxes - Lil' Kim - Håkan Hellström - Booka Shade - The Flaming Lips - Neil Young - Lykke Li Clubs - All Out Dubstep - Division Of Laura Lee - A Place to Bury Strangers - Adam Tensta - les Big Bird - Park Hotell - Familjen - Hederos/Hellberg - Holy Fuck - Kristofer Åström & Rainaways |

## 2009
La troisième édition de Way Out West s'est tenue les 13, 14 et 15 août 2009.

### Line-up
| Jeudi | Vendredi | Samedi |
| Clubs - AC4 - Blitzen Trapper - The Bronx - Bruket - Crookers - Deportees - DJ Nibc - El Perro del Mar - Fontän - Hajen - Joel Alme - Loney, Dear - Rise Against - Sonjagon - St. Vincent - Theodor Jensen | Slottsskogen - Antony and the Johnsons - Arctic Monkeys - Band of Horses - Beirut - Bon Iver - Fever Ray - Florence and the Machine - Glasvegas - Grizzly Bear - Laakso - Robyn - Röyksopp - Seun Kuti & Fela's Egypt 80 - Timo Räisänen - Vivian Girls - Wilco Clubs - Andreas Grega - Andrew Bird - Anna von Hausswolff - The Big Pink - Chairlift - Crystal Antlers - Echo & the Bunnymen - Erol Alkan - The Irrepressibles - Jessica Lea Mayfield - Kornél Kovács - Mofeta & Jerre - Monotonix - The Morning Benders - Promoe - Vetiver | Slottsskogen - Amadou & Mariam - Asher Roth - Basement Jaxx - Calexico - Dead Prez - Florence Valentin - ingenting - Jenny Wilson - Lily Allen - My Bloody Valentine - Nas - Olle Ljungström - Patrick Wolf - Teddybears - Vampire Weekend - Wolfmother Clubs - Adolescents - All Out Dubstep - David Sandström - Deerhunter - Final Fantasy - First Aid Kit - Form One - Fox Machine - Gang Gang Dance - Jay Reatard - Ladyhawke - Let's Wrestle - Loosegoats - L-Wiz - Magnetic Man - Max Peezay - Peter Broderick - Skriet - WALE - Woodpigeon |

## 2010
La quatrième édition de Way Out West a eu lieu les 12, 13 et 14 août 2010.

### Line-up
| Jeudi | Vendredi | Samedi |
| Clubs - Almedal - Bear In Heaven - Caribou - Division Of Laura Lee - The Early Days - Felix Da Housecat - Field Music - Graveyard - Harlem - Anna Ihlis - Ikons - irK + Trickykid - jj - Junip - Laidback Luke - The Low Anthem - Nettle - Quest - Rambling Nicholas Heron - Ras G & The Afrikan Space Program - Silkie - Sleepy Sun - Slow Club - Steget - The Tallest Man on Earth - Tinie Tempah - Villagers | Slottsskogen - Beach House - Iggy & The Stooges - Imperial State Electric - Jónsi - Jens Lekman - The National - LCD Soundsystem - Local Natives - M.I.A. - Panda Bear - Rango - Miike Snow - The Soundtrack of Our Lives with Gothenburg Symphony - Paul Weller - Wu-Tang Clan - The xx Clubs - DJ Bacid - Basia Bulat - Cymbals Eat Guitars - Den Svenska Björnstammen - Ludwig Bell - CIAfrica - Jon Dasilva - Fool's Gold - Fulmakten7 - Daniel Gilbert - Glasvegas DJ-set - The Isolation - Kali - Karlsson & Winnberg (Miike Snow) DJ-set - Kasban - Me And My Army - Ulrik Munther - Mary N’diaye - Radio Slave - DJ/RUPTURE - Rye Rye - Sleigh Bells - Spiders - Surfer Blood - Andreas Söderlund - Taken By Trees - Teddybears DJ-set - Vit Päls - Wild Nothing | Slottsskogen - Broken Bells - The Chemical Brothers - The Drums - Girls - Anna von Hausswolff - Håkan Hellström - Konono N°1 - La Roux - Lykke Li - Marina and the Diamonds - Mumford & Sons - Pavement - The Radio Dept. - Reflection Eternal - Shout Out Louds - Anna Ternheim Clubs - Axwell - Bad Hands - Bombus - Chapel Club - Dada Life - Die Antwoord - EF - Mary Anne Hobbs - I Blame Coco - Invasionen - Kriget - Anton Kristiansson - Laura Marling - MRTN STHLM BEAT - Mutamassik - Daniel Norgren - Promoe & CosmiC aka Freedom Writers - Samling - Christopher Sander med vänner - Shearwater - Sås feat Carli, Marcus Price & Jexpert - Trash Talk - Tune-Yards - VästKust Rockerz & Killa Clowns |

## 2011
La cinquième édition de Way Out West avec plus de 30 000 visiteurs a eu lieu les 11, 12 et 13 août 2011.

## 2012
La sixième édition deWay Out West a eu lieu le 9, 10 et 11 août 2012.

### Line-up
Source: http://www.wayoutwest.se/sv/artister

## 2013
La septième édition de Way Out West s'est tenue les 8, 9 et 10 août 2013.
Source: http://www.wayoutwest.se/en/line-up

### Line-up
Azealia Banks, Neil Young & Crazy Horse, et Solange étaient prévus, mais ont annulé leurs spectacles.